# Родригес, Марко Антонио
Ма́рко Анто́нио Родри́гес Море́но (исп. Marco Antonio Rodríguez Moreno; род. 10 ноября 1973, Мехико) — мексиканский футбольный арбитр.
В свободное от судейства время работает учителем физкультуры. Владеет испанским и английским языками.
Арбитр ФИФА, судил международные матчи с 1999 по 2014 год. Один из арбитров розыгрыша финальной стадии чемпионата мира — 2006 в Германии, чемпионата мира — 2010 в ЮАР и чемпионатам мира — 2014 в Бразилии. В среднем раздает за игру 4,63 желтой и 0,72 красной карточек, рекорд — десять желтых и две красных в одном матче (данные на июль 2010 года).
В июле 2014 года объявил о завершении карьеры; его последним официальным матчем стал полуфинал «Бразилия — Германия» в рамках ЧМ-2014, более известный как «Минейрасо».

## Известные матчи
- Футбольный матч Бразилия — Германия (2014)